# Phillip Rhee
Phillip Rhee (San Francisco, 7 settembre 1960) è un attore e artista marziale statunitense.
Maestro di Taekwondo sia nello stile WTF (World Taekwondo Federation), che nell’ITF (International Taekwondo Federation), di Hapkido e di Haidong Gumdo.
Nel Taekwondo è cintura nera sesto dan, mentre nel Hapkido è cintura nera terzo dan.
Phillip Rhee ha prodotto sette film, incluso I migliori e i suoi seguiti.

## Filmografia parziale
- Ridere per ridere (The Kentucky Fried Movie), regia di John Landis (1977)
- Furious, regia di Tim Everitt (1984)
- Ninja Turf, regia di Woo-sang Park (1985)
- I migliori (Best of the Best), regia di Robert Radler (1989)
- Kickboxing mortale (Best of the Best 2), regia di Robert Radler (1993)
- Lotta estrema (Best of the Best 3: No Turning Back), regia di Phillip Rhee (1995)
- Legge marziale (Best of the Best 4: Without Warning), regia di Phillip Rhee (1998)